# Gymnocorymbus thayeri
Gymnocorymbus thayeri és una espècie de peix de la família dels caràcids i de l'ordre dels caraciformes.

## Morfologia
- Els mascles poden assolir 5 cm de llargària total.[3]

## Hàbitat
Viu en zones de clima tropical entre 23 °C - 27 °C de temperatura.

## Distribució geogràfica
Es troba a Sud-amèrica: conca del riu Amazones a Bolívia i Colòmbia, riu Orinoco, Guaiana i Trinitat i Tobago.